# Holtteher-veszteség
A közgazdaságtanban a holtteher-veszteség bármely adott termék vagy szolgáltatás termelésének és fogyasztásának különbsége, beleértve az állami adót is. A holtteher-veszteség leggyakrabban akkor lép fel, ha a megtermelt mennyiség az elfogyasztott mennyiséghez viszonyítva eltér a többlet optimális koncentrációjától. Ez az összegkülönbség azt a mennyiséget tükrözi, amelyet nem használnak fel vagy nem fogyasztanak el, és így veszteséget okoznak. Ez a „holtteher-veszteség” ezért mind a termelőknek, mind a fogyasztóknak tulajdonítható, mivel egyikük sem részesül a teljes termelési többletéből.

A kötelező ársapka által létrehozott holtteher-veszteség

A holtteher-veszteség a gazdasági hatékonyság elvesztésének mérőszáma is lehet, ha egy termékből vagy szolgáltatásból nem állítják elő a társadalmilag optimális mennyiséget. A nem optimális termelést okozhatja monopólium árképzése mesterséges hiány esetén, pozitív vagy negatív externália, adó vagy támogatás, vagy kötelező árplafon vagy árküszöb, például minimálbér, vagy termékek ársapkája.

## Fordítás
Ez a szócikk részben vagy egészben  a   Deadweight loss című angol Wikipédia-szócikk ezen változatának fordításán alapul.  Az eredeti cikk szerkesztőit annak laptörténete sorolja fel. Ez a jelzés csupán a megfogalmazás eredetét és a szerzői jogokat jelzi, nem szolgál a cikkben szereplő információk forrásmegjelöléseként.